# Hapoel Migdal Ha'emek B.C.
El Hapoel Migdal Ha'emek es un equipo de baloncesto israelí que compite en la National League, la segunda división del país. Tiene su sede en la ciudad de Migdal HaEmek.

## Posiciones en Liga
- 2011 - (8-Artzit)
- 2012 - (11-Artzit)
- 2013 - (1-Artzit)
- 2014 - (8-Nat)
- 2015 - (2-Nat)

## Palmarés
- Artzit League:
  - Campeón (1): 2012-13

## Jugadores destacados
| - Omer Tal - Gilberto Clavell - Chris Gaston - Anthony Gurley | - Darington Hobson - Or Plavnik - Kelly Beidler |